# Odontobuthus doriae
Espèce
Synonymes
- Buthus doriae Thorell, 1876

Odontobuthus doriae est une espèce de scorpions de la famille des Buthidae.

## Distribution
Cette espèce est endémique d'Iran,.

## Description
L'holotype mesure 74 mm.

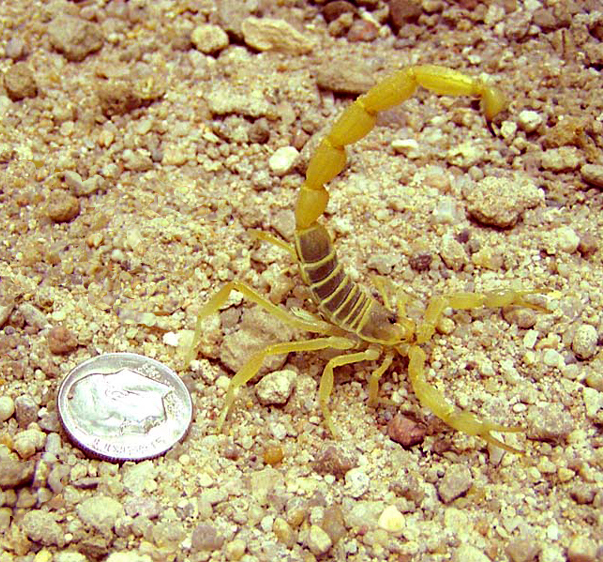
Odontobuthus doriae

Odontobuthus doriae mesure de 66,01 à 76,31 mm.

## Systématique et taxinomie
Cette espèce a été décrite sous le protonyme Buthus doriae par Thorell en 1876. Elle est placée dans le genre Odontobuthus par Vachon en 1950.

## Étymologie
Cette espèce est nommée en l'honneur de Giacomo Doria.

## Publication originale
- Thorell, 1876 : « Études Scorpiologiques. » Atti della Societa Italiana di Scienze Naturali, vol. 19, p. 75–272 (texte intégral).